# Młodzieżowy Dom Kultury „Pod Akacją” w Lublinie

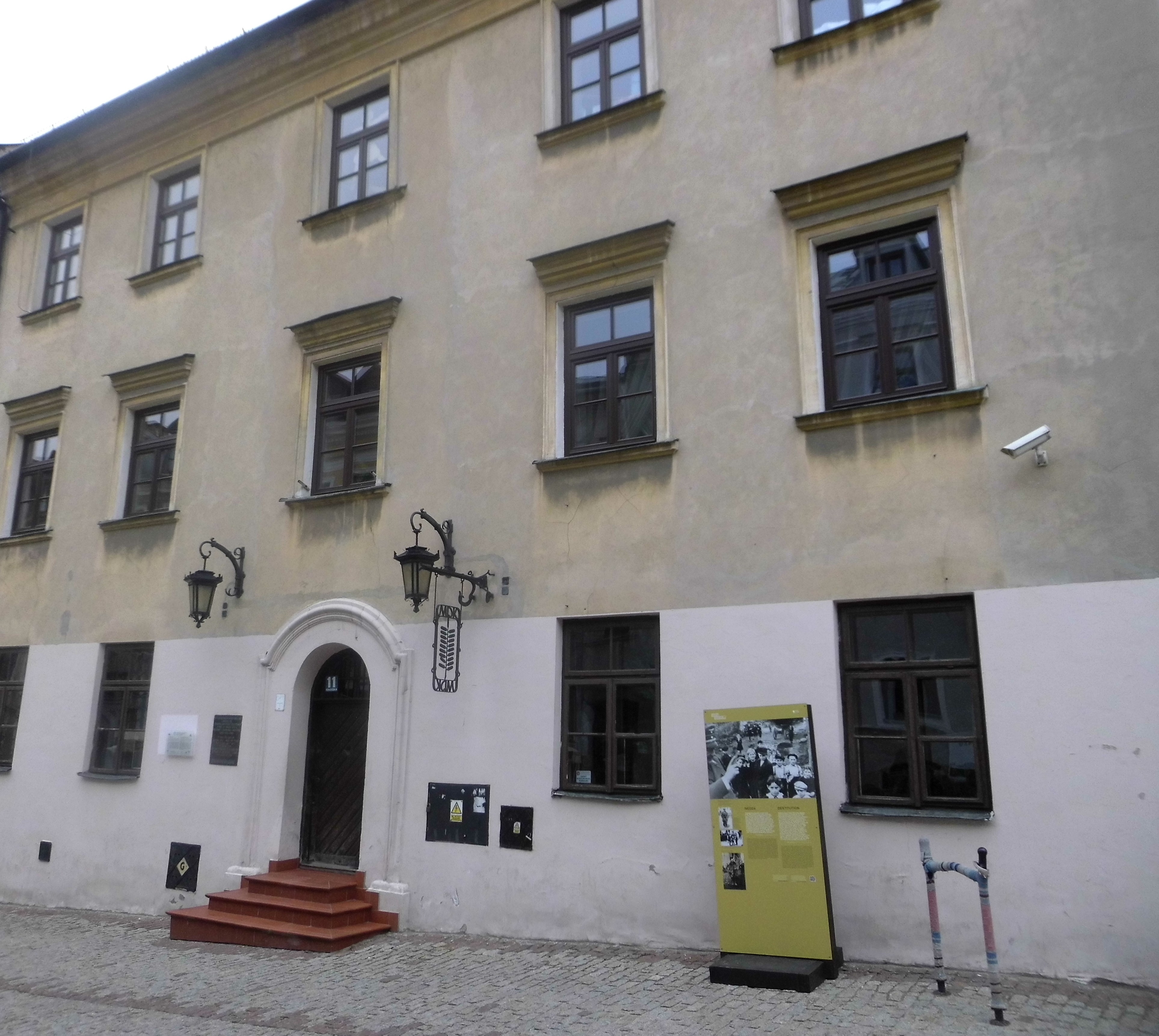
Widok od frontu (2017)

Młodzieżowy Dom Kultury „Pod Akacją” w Lublinie – miejska placówka oświatowa w Lublinie.
W placówce działa 150 zespołów zainteresowań, które skupiają ok. 1,5 tys. stałych uczestników. Jej wychowankami są m.in. reżyser i aktor Janusz Józefowicz, scenograf Katarzyna Pol czy reżyser Łukasz Witt-Michałowski. Placówka jest organizatorem ponad 80 imprez o zasięgu miejskim, wojewódzkim, ogólnopolskim i międzynarodowym, w których bierze udział ponad 50 tysięcy osób.

## Historia
Jesienią 1956 w Wojewódzkim Ośrodku Kultury, który miał swą siedzibę na Zamku Lubelskim, utworzono Młodzieżowy Dom Kultury. W ramach WOK działał wówczas Miejski Dom Kultury dla starszej młodzieży i dorosłych, który przekształcono w Międzyszkolny Ośrodek Kultury Dzieci i Młodzieży pod dyrekcją Ireny Szczepowskiej-Szych. Była to placówka wychowania pozaszkolnego przynależna Wydziałowi Oświaty i Wychowania w Lublinie.
Międzyszkolny Ośrodek Kultury Dzieci i Młodzieży przekształcił się i zmienił nazwę na Młodzieżowy Dom Kultury. MDK na Zamku Lubelskim korzystał z sześciu wydzielonych sal dydaktycznych. Władze oświatowe 1 października 1970 przekazały w użytkowanie MDK zabytkową staromiejską siedemnastowieczną kamienicę przy ul. Grodzkiej 11, dawną plebanię przynależną do najstarszego kościoła pw. Michała Archanioła. Jedyną pozostałością po kościele były fundamenty oraz zabytkowy plac po Farze, na którym rosła akacja, od której Młodzieżowy Dom Kultury wziął nazwę „Pod Akacją”. Usytuowanie kamienicy w sercu Starego Miasta i samodzielność lokalowa wpłynęły na popularność MDK „Pod Akacją” wśród dzieci i młodzieży szkolnej.
Po kilku latach, zgodnie z planami konserwatorskimi, zabytkowy budynek przekazano do generalnego remontu, a działalność placówki uległa rozproszeniu po lubelskich szkołach. Sytuację poprawiło przekazanie MDK w użytkowanie budynku przy ul. Skierki 12.
W roku 1985 po kilkunastu latach remontu przekazano MDK ponownie kamienicę przy Grodzkiej 11, jednak od tego czasu w nazwie placówki nie było już wyrażenia „Pod Akacją” w związku z wycięciem drzew na placu po Farze. Odtąd MDK posiadał dwa budynki, które pozwoliły na rozszerzenie oferty edukacyjnej.
W roku 1999 władze miejskie przejęły obiekt przy ul. Skierki, w zamian przekazując budynek po byłej szkole przy ul. Chrobrego 18. Po przeprowadzeniu remontu i adaptacji wnętrz zespoły MDK pracujące przy ul. Skierki przeniosły się do nowej siedziby, która nie posiadała sali widowiskowej, potrzebnej do działalności imprezowej. W roku 2006 MDK obchodził 50-lecie swojej pracy. Z tej okazji przywrócono placówce pierwotną nazwę: Młodzieżowy Dom Kultury „Pod Akacją” w Lublinie. Drzewa akacji wróciły przed budynek od strony placu Po Farze, gałązka akacji pojawiła się również w nowo opracowanym logotypie placówki, zaprojektowanym przez artystę plastyka Jakuba Nastaja.

## Pracownie
W Młodzieżowym Domu Kultury „Pod Akacją” w Lublinie w dwu budynkach prowadzone są zajęcia: malarstwo, rysunek, witraż, grafika warsztatowa i komputerowa, fotografia tradycyjna i cyfrowa, tkanina artystyczna, makrama, artystyczne techniki cyfrowe, moda młodzieżowa, sztuka kulinarna, teatr dziecięcy i młodzieżowy, teatr poezji, zespół recytatorski, zabawy logopedyczne, poezja śpiewana, śpiew, taniec, nauka gry na gitarze i pianinie, zespół muzyki rockowej i bluesowej, wiedza o filmie, historia sztuki, język niemiecki, szachy.
Stale działają w placówce zespoły: młodzieżowy Teatr Panopticum, Teatr „Drugie Piętro”, Teatr „Supełki”, Zespół wokalny „Sine Nomine”, Zespół tańca „Arabeska”, Zespół tańca „Idea”, Zespół wokalno-taneczny „Gaduły”, Zespół taneczny „Gaduły XL”, Studio Piosenki „Akacja”, Zespół gitarowy „Milonga”, Zespół rockowy „Implode”.

## Formy pracy

### Plastyka
Zajęcia plastyczne, obok kół artystyczno-użytkowych wprowadzonych przez Danutę Tramecourt były podstawowymi i pierwszymi formami, które kształtowały charakter powstającej placówki wychowania pozaszkolnego. Eugeniusz Baranowski nadał zajęciom plastycznym indywidualny wyraz. W latach 1967–1974 koło plastyczne dla dzieci młodszych prowadziła Ewa Walikowska. Na krótko pojawiły się w placówce Michalina Tkaczyk oraz Halina Fietka-Szcześniewska, kontynuując zajęcia plastyczne do roku 1977. Od tej daty pracownię plastyczną objęła Iwonna Jedlińska, a po kilku latach dołączyła do niej Ewa Misztal, która pracowała w MDK do roku 2008. W latach 90. XX wieku zespoły plastyczne pozostawały również pod kierunkiem Zofii Braneckiej. Ewę Misztal przy boku I. Jedlińskiej zastąpiła dawna uczestniczka zajęć w MDK, Agata Fijewska-Pajdowska. Wniosła do pracowni plastycznej, m.in. elementy witrażu i sztuki użytkowej.
W roku 1992 pracownia plastyczna rozszerzyła się o nowe zespoły prowadzone przez Ewę Dziekońską-Sarlińską: malarstwo, a w 1995 przez Magdalenę Ciężak: rysunek, malarstwo, grafika (zajęcia z grafiki warsztatowej z wykorzystaniem tradycyjnej prasy graficznej). Pod koniec lat 90. XX wieku zajęcia plastyczne rozszerzyły się o grafikę i poklatkową animację komputerową. Zajęcia te poprowadził Mariusz Stryjecki, który powołał również do istnienia Galerię Pixeloza promującą w Internecie dokonania młodych grafików komputerowych.
W 2010 roku MDK zyskał kolejną nauczycielkę plastyki, Katarzynę Niedźwiadek, a od roku 2015 Pracownię Tkaniny Artystycznej prowadzi w MDK Natalia Prokopiak-Latosińska.

Poza zajęciami programowymi pracownia plastyczna wychodzi często na ulicę – organizuje akcje plastyczne i happeningi.

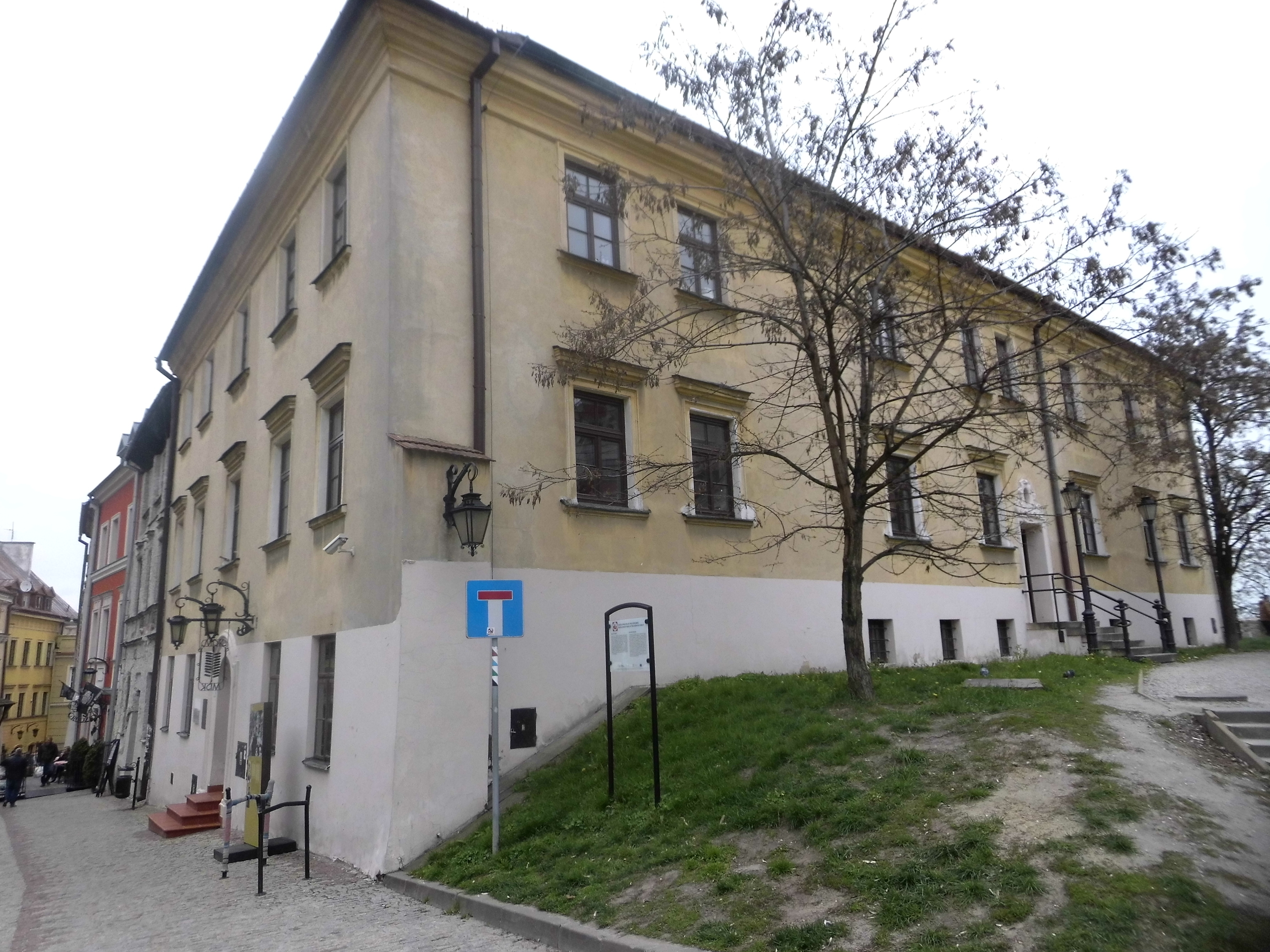
Budynek MDK (2017)

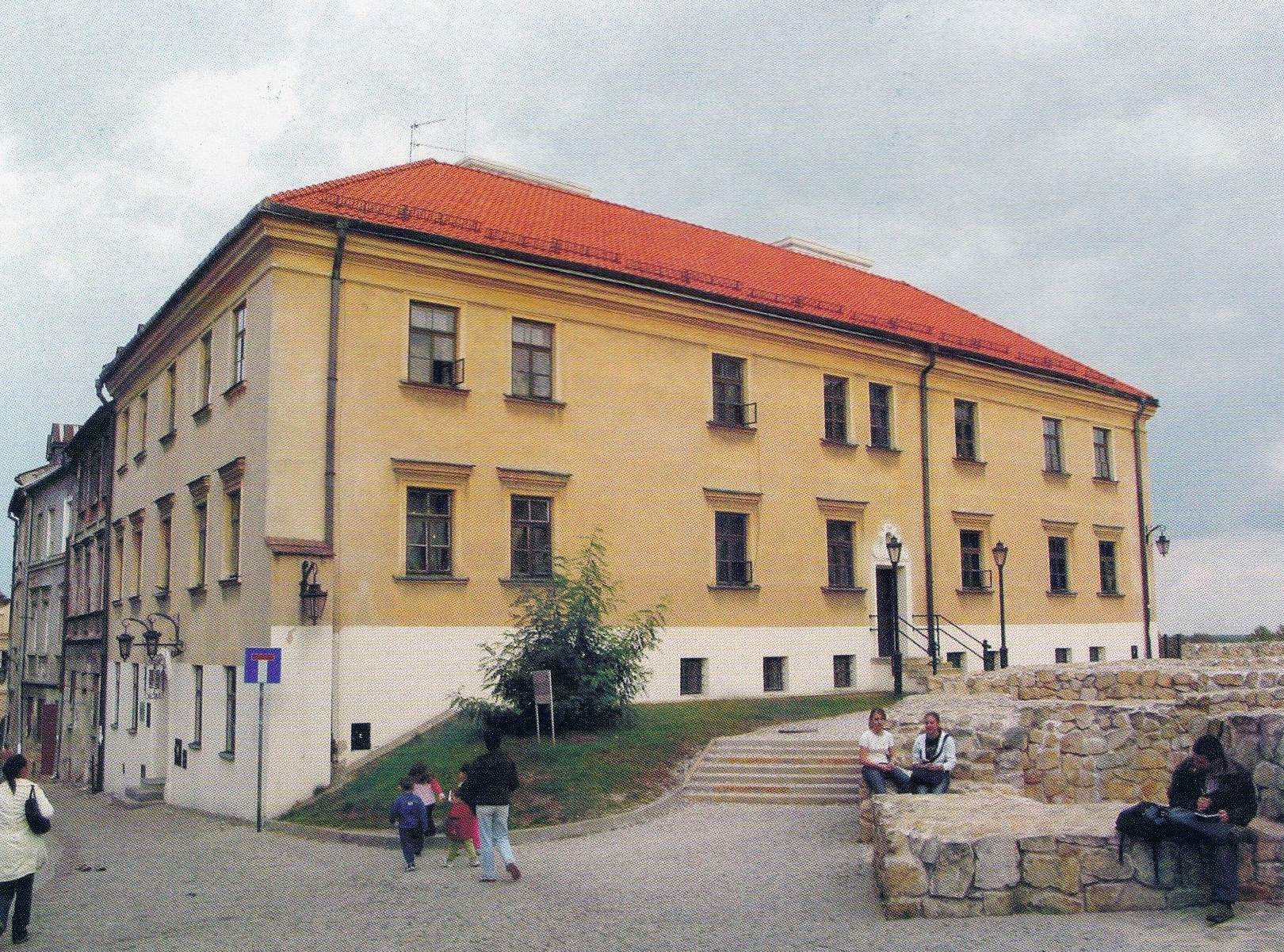
Budynek MDK (2011)

Długą tradycję zainicjowaną w 1978 przez Iwonnę Jedlińską mają plenery plastyczne, początkowo organizowane w kraju, a od 1990 w całej Europie.

### Fotografia
Pierwszą ciemnię na Zamku przekazano młodym fotografikom na początku lat 60. XX wieku, wcześniej koło fotograficzne MDK pracowało poza placówką. Kiedy Foto-Klub WDK zorganizował i udostępnił na Zamku drugą ciemnię dla młodzieży MDK, opiekę nad kołem fotograficznym objął Stanisław Dobrowolski – fotograf z zawodu. Młodzież uczyła się głównie obsługi aparatu fotograficznego i wywoływania zdjęć. W latach 1967–1974 koło prowadził Stanisław Butrym. W pracy z młodzieżą kładł nacisk na obróbkę laboratoryjną oraz na kompozycję kadru oraz wprowadził technikę luksografii. Fotograficy ściśle współpracowali z Kołem Miłośników Lublina Hanny Wyszkowskiej. Wyjeżdżali na wspólne plenery w okolice Lublina, rajdy i obozy wędrowne w różne regiony Polski, uczyli się fotografowania architektury i krajobrazu, dokumentowali życie MDK. Z pracowni Stanisława Butryma wywodzą się znani obecnie fotograficy jak Lucjan Demidowski czy Czesław Herda.
Podczas remontu kamienicy przy ul. Grodzkiej pracownię fotograficzną przeniesiono do Osiedlowego Domu Kultury LSM, później do Szkoły Podstawowej nr 42, wreszcie kolejno do budynku przy ul. Skierki, Grodzkiej i B. Chrobrego. Do 1978 zajęcia fotograficzne prowadzili Mieczysław Sahadyn i Bogdan Kocot a później Anna Chowaniec wspólnie z Krzysztofem Kukierem – wychowankiem Bogdana Kocota. Zespoły fotograficzne były nastawione wtedy na dokumentowanie działalności MDK; rejestrowały zajęcia w pracowniach, wykonywały zdjęcia do kronik, realizowały reportaże z imprez i wycieczek.

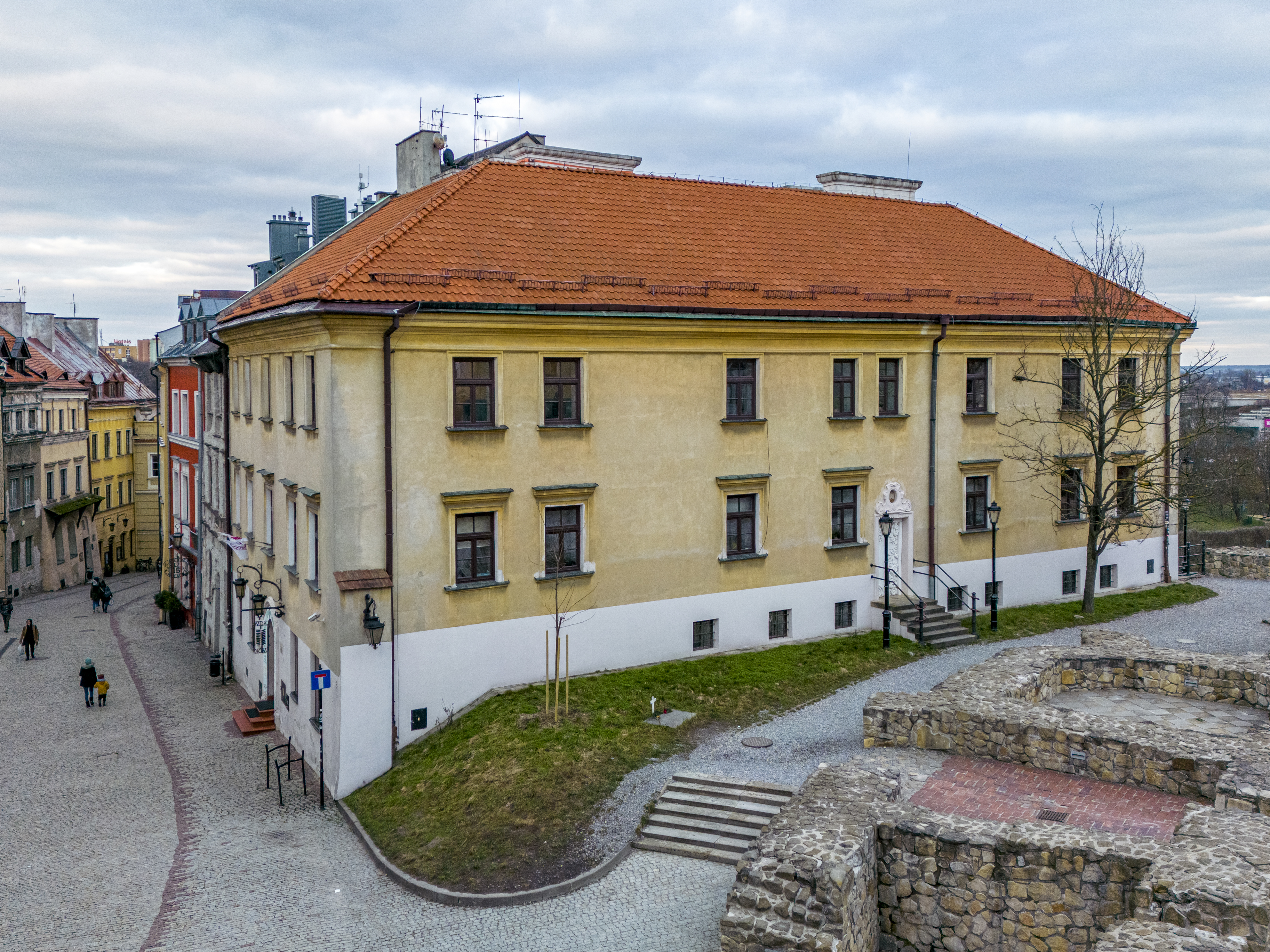
Budynek MDK (2023)

Anna Chowaniec prowadziła zajęcia fotograficzne nieprzerwanie do roku 2012.
W 1995 pracownia wzbogaciła się o nowe zespoły i nowych nauczycieli: Annę Asyngier-Kozieł i Annę Borowską.

### Sztuka użytkowa
Pierwsza Danuta Tramecourt założyła w MDK koło zabawkarskie, które przetrwało do czasów stanu wojennego. Danuta Tramecourt systematycznie wprowadzała w życie placówki koło sprawnych rąk, w którym dzieci uczyły się haftu i szydełkowania, koło dziewiarstwa ręcznego. Utworzone przez Danutę Tramecourt Koło Młodych Gospodyń dało początek bogatej działalności kulinarnej. Koło gospodyń jeszcze na Zamku przejęła Małgorzata Mianowana (po mężu Szczotkowska) i prowadziła je jeszcze w latach 80. w budynku przy ul. Skierki 12 w specjalnie urządzonej kuchni. W placówce zmianę nazwy koła gospodyń na zespoły sztuki kulinarnej dokonano w roku 1990. Zajęcia od 1991 roku prowadziły: Anna Patyra i Jolanta Palusińska, ta pierwsza do roku 2012.
Znana już z lat 50. XX wieku pracownia dziewcząt stała się podstawą późniejszego zespołu dziewiarstwa maszynowego prowadzonego latach 70. XX w. przez Krystynę Baran. Później zespoły objęła Renata Małyska. Wówczas zespoły krawiectwa i kroju przekształciły się w zespoły mody młodzieżowej. Współpracują one z zespołami tanecznymi i teatralnymi, dla których dziewczęta przygotowują kostiumy oraz elementy scenografii.
Działalność pracowni dziewcząt znalazła po roku 1978 częściową kontynuację w zespołach pracowni sztuki dekoracyjno-użytkowej utworzonej przez Marię Świstek-Dudę. W jej pracowni dzieci uczyły się haftu artystycznego, szydełkowania, wykonywania biżuterii dziecięcej i tkania na ramach tkackich, a także wiązania makram – techniki artystycznej rzadko stosowanej. Makrama jako nowa technika dość szybko wyparła pozostałe tradycyjne formy dekoracyjne. Uczestnicy zajęć sami wówczas zmienili nazwę pracowni na „pracownię makramy”.

### Teatr
Teatr powstał już w pierwszych latach istnienia placówki jako koło miłośników teatru, w ramach którego wyodrębnił się Teatrzyk Młodego Widza. Zajęcia teatralne prowadziła Alina Synowska. Ta forma teatru dziecięco-młodzieżowego przetrwała do 1968. Z chwilą otrzymania siedziby przy ul. Grodzkiej rozwijały się nowe formy teatralne, by w latach 80. XX wieku i 90. XX wieku osiągnąć swoje apogeum i największą różnorodność. Najpierw powstał teatrzyk dziecięcy Gaworek założony przez Narcyzę Gumieniak. W latach 80. XX wieku narodziła się inna forma teatru dziecięcego związana z lalką – był to teatrzyk lalkowy Bajduś prowadzony przez Halinę Dados, działający równolegle z Gaworkiem Bajduś grał lalkami wykonanymi przez same dzieci, a w jego repertuarze były mniej lub bardziej znane bajki. Nieco później Joanna Franaszczuk-Nowak założyła dziecięcy teatr lalki pod nazwą Supełki. Na przełomie lat 80. i 90. XX wieku przez kilka lat działał dziecięcy teatr Drops prowadzony przez Mieczysława Wojtasa. Mimo krótkiej żywotności Drops odniósł wiele sukcesów artystycznych. Rozdział teatru dziecięcego zamyka teatrzyk żywego planu Tęczowy Krokodylek założony w 1995 przez Annę Asyngier-Kozieł, który istniał do 2010 roku.
Obok nurtu dziecięcego od połowy lat siedemdziesiątych zajęcia rozszerzyły się także na młodzież licealną. Najpierw był to Teatr Młodych prowadzony przez Halinę Kobylarz i Adama Sielanko. Później powstał klub teatralno-literacki. Założyła go Elżbieta Rojek. Teatr poezji Elżbiety Rojek zaliczany był do najlepszych w Polsce w tej kategorii. Uzupełnieniem zajęć teatralnych, literackich i recytatorskich była w tamtym okresie opieka Młodzieżowego Domu Kultury nad szkolnymi kołami miłośników teatru w województwie lubelskim.
W roku 1985 Mieczysław Wojtas założył nowy teatr młodzieżowy pod nazwą Panopticum.
Tak jak kontynuatorem teatru młodzieżowego był Mieczysław Wojtas, tak w dziedzinie recytacji zadanie przejęła Agata Czarnowska-Kazimierczak. Wypracowała własny kierunek interpretacji poezji. W miejsce po Agacie Czarnowskiej-Kazimierczak pracę w MDK podjęła Monika Wesołowska.
Teatr ruchu w MDK zainicjował w drugiej połowie lat 80. XX wieku Jacek Kasprzak, a kontynuowali go później już jako teatr pantomimy: Grzegorz Bielak i Sławomir Furtak. Pantomimiczne formy teatru prowadzone były równolegle z działalnością dramatyczną teatru Panopticum. Po zmianie nauczyciela w 1995 teatr pantomimy zmienił się zasadniczo. Sławomir Furtak, który tak jak jego poprzednik był aktorem-mimem stworzył zespół typowo pantomimiczny pod nazwą Mimika. Teatr Mimika był często nagradzany za profesjonalizm, czasami współpracował z teatrem Panopticum. Swoją działalność zakończył w 2002 r.
W roku 2011 krótko funkcjonował w placówce teatr młodzieżowy Grodzka 11 pod kierunkiem Joanny Wawiórki-Kamienieckiej.

### Muzyka, taniec i śpiew
Pierwsze formy muzyczne rozwinęły się na Zamku: dzieci i młodzież pod opieką muzyczną Bogumiła Chrapońskiego grały na gitarach klasycznych, mandolinach i akordeonach. Tę samą grupę instrumentów wprowadził później w kamienicy przy ul. Grodzkiej Jan Ciechański do swoich zespołów muzycznych. Od 1976 r. w MDK dodatkowo działał zespół big-beatowy. Na początku lat 80. XX wieku w placówce powstały zespoły muzyki młodzieżowej, prowadzone były przez Janusza Ćwika w budynku przy ul. Skierki. Pod koniec lat 80. XX wieku pracę z muzycznymi zespołami młodzieżowymi podjął Tadeusz Krukowski, zmieniając styl muzyki i wprowadzając solistów. Jego zespoły pracowały do 2000 roku. Rockowy instrumentalno-wokalny charakter zespołów Tadeusza Krukowskiego kontynuuje od roku 2000 Mariusz Kukuryk.
W roku 1997 za sprawą Piotra Tesarowicza powróciły gitary klasyczne. Wśród jego podopiecznych pojawili się pierwsi soliści, duety i tria gitarowe. Ich sukcesy skłoniły nauczyciela do założenia w roku 2000 większego zespołu gitarowego pod nazwą Milonga. Działalność Piotra Tesarowicza to również współpraca z zespołami teatralnymi MDK – komponowanie i wykonywanie muzyki do spektakli, praca z młodzieżą nad wokalistyką i śpiewem.
W latach 90. XX wieku wprowadzono dodatkowo indywidualne zajęcia gry na instrumentach. Naukę gry na pianinie i gitarze klasycznej (dawniej również na keyboardzie) zaczęły prowadzić: Katarzyna Mądra, Agnieszka Kępka i Piotr Tesarowicz.
Formy taneczne i wokalno-chóralne powstały w MDK w drugiej połowie lat 70. XX wieku. Pierwszy zespół taneczny pojawił się w 1976 roku a prowadziła go Janina Jarzyna. Był to taniec towarzyski kontynuowany później i doskonalony przez Mariana Błaszczyka w klubie tańca towarzyskiego Skierki. Marian Błaszczyk zainicjował w MDK organizację ogólnopolskich turniejów tańca towarzyskiego. Od 1982 roku Jerzy Oleszczyński prowadził kursy tańca towarzyskiego I i II stopnia przy współpracy Ośrodka Sztuki Tanecznej oraz uczył tańca w klubie Skierki. W początkach lat 90. XX wieku kontynuował organizację turniejów tanecznych, a pary taneczne Skierki odnosiły w nich sukcesy. Ta forma taneczna nie przetrwała; ostatnia para zatańczyła na parkiecie MDK w 1995 roku.
Zasługi w tworzeniu zespołów taneczno-wokalnych i mieszanego chóru dziecięcego miała Elżbieta Jaszak, powołała w roku 1978 dziecięcy zespół ludowy, wprowadziła w MDK rytmikę dla dzieci, na bazie której założyła 30 osobowy zespół wokalno-taneczny o charakterze estradowym Wesołe Nutki, które bawiły publiczność przez dekadę.
W tym samym czasie rozwinął się czteroosobowy, mieszany zespół dziecięcy Pelasie, który założył i prowadził Tadeusz Nóżka, powstał również młodzieżowy, żeński zespół wokalny Kałamarze Janusza Krasickiego.
Połączenie piosenki z ruchem u Wesołych Nutek stało się podstawą stworzenia w 1995 roku zespołu Gaduły, założonego i kierowanego przez Agnieszkę Walkiewicz-Pułę i Ewę Małecką. W roku 2002 z formy wokalno-tanecznej wyodrębniły się Gaduły XL jako zespół wyłącznie taneczny oraz dziecięcy zespół wokalny Gaduły. W roku 1997 powstała bliźniacza, dziecięca forma taneczna Arabeska pod kierunkiem Agnieszki Kępki.
Pierwszą grupę tańca nowoczesnego utworzyła w latach 80. XX wieku Danuta Chmielewska, następnie Ewa Zagórska (Zespół Tańca Idea).
W roku 1978 powstał w MDK mieszany chór dziecięcy Skowronki pod kierownictwem Barbary Pazur. W roku 2001 pod kierunkiem Izabeli Urban i Katarzyny Mądrej chór Skowronki został reaktywowany w zupełnie nowym składzie i z sukcesami pracował do 2013 roku.
Dzięki Izabeli Urban w roku 1999 powstał zespół wokalny Sine Nomine, który wykonuje głównie muzykę a’ cappella z różnych epok – od muzyki dawnej po kompozycje współczesne.

### Nauka i technika
Do najstarszych form tej dziedziny: hobbystyczne koło filatelistów (Władysław Hobot), pracownia krótkofalarstwa i radiotechniki (Wiesław Wolski, Edward Kawczyński, Tadeusz Krzęciewski, Jacek Sieroń, Krzysztof Mickiewicz), szkutnictwo i żeglarstwo (Zbigniew Orzeł, Jerzy Popkowski, Wiesław Kądzielski), modelarstwo (Roman Dubiski, Mieczysław Opaliński, Anna Chowaniec, Waldemar Wargulak). Jedynie modelarstwo przetrwało do 2015.
W latach 90. powstała pracownia grafiki komputerowej i obróbki zdjęć cyfrowych. Najdłużej z pracownią związany był Mieczysław Szafrański.
W MDK obecne było również wychowanie komunikacyjne. Działalność tę prowadziła Mirosława Cybulska, a od roku 1978 kursy szkoleniowe przejął Waldemar Żak i prowadził je do 2012 roku.
W połowie lat 90. rozpoczęły działalność pracownie pozwalające na pogłębianie wiedzy teoretycznej i praktycznej o filmie oraz wiedzę z teorii i historii sztuki. Wzmianki na temat koła filmowego odnotowane są w już kronikach z lat 60. XX wieku. W latach 70. XX wieku Jerzy Krupa założył klub filmowy. Po roku 1980, kiedy funkcjonował już budynek przy ul. Skierki, w ramach zajęć klubu młodzieżowego powstał Dyskusyjny Klub Filmowy zainicjowany i prowadzony przez Jolantę Palusińską. Po wieloletniej przerwie, w roku 1998 Anna Borowska wznowiła w MDK zajęcia filmowe.
Najnowszą formą naukową w MDK jest historia sztuki wprowadzona w 1995 przez Barbarę Niścior. W zorganizowanej przez nią pracowni od 1999 r. zajęcia kontynuuje Kamila Śpiewla-Kasperek. Bardzo cenną inicjatywą pracowni historii sztuki było powołanie przez młodzież w 2002 r. Klubu Młodych Miłośników Lublina.

### Języki obce
W latach 60. XX wieku w placówce pracowało koło języka francuskiego utworzone przez Danutę Tramecourt, później koło esperantystów założyła Kazimiera Koter. Kiedy MDK opuścił kamienice przy ul. Grodzkiej i działał w trzynastu szkołach Lublina, powstało koło języka niemieckiego prowadzone przez Bożennę Makowską. Ta była kierownikiem działu, w którym języka angielskiego uczył Andrzej Szpunar, rosyjskiego – Krystyna Mężyńska, francuskiego – Wojciech Wojdat, a po nim – Danuta Buczek. W roku 1984 zajęcia języka niemieckiego zaczęła prowadzić Wanda Szymanek, uczennica  Bożenny Makowskiej.

### Turystyka i sport
Na przełomie lat 50. XX wieku i 60. XX wieku Włodzimierz Greszczenko – ówczesny dyrektor – zainicjował wyjazdy na wczasy wypoczynkowe do Poronina (później kontynuował je dyr. Mieczysław Ciesielski).
Hanna Wyszkowska prowadziła swoje koło turystyczne głównie pod kątem historycznym. Anna Żak, która objęła po niej tę działalność w roku 1973 skupiła się na turystyce i krajoznawstwie; organizowała wycieczki po Lublinie i okolicach, później po Europie – od Sycylii i Hiszpanii po kraje skandynawskie.
W latach 80. XX wieku MDK posiadał przez pewien czas sekcję koszykarską i piłki ręcznej. Najwyraźniej zapisała się jednak gimnastyka artystyczna i sportowa dziewcząt i chłopców (Józef Wierzyński). Tę samą dyscyplinę kontynuowała jeszcze w latach 90. XX wieku Sabina Kudyba.
Koło szachowe, jakie powstało jeszcze w Międzyszkolnym Ośrodku Kultury Dzieci i Młodzieży było jednym z pierwszych w rodzącej się placówce. Prowadził je Andrzej Sydor.
W latach 1974–1983 w ramach klubu młodzieżowego istniał zespół warcabowo-szachowy. W latach 80. XX wieku zespoły szachowe prowadził Jarosław Grocholski. Od 1990 roku zespołami szachowymi opiekowała się wicemistrzyni Polski Irena Kasprzyk i kolejno: Zofia Ciechocińska-Miecko, Międzynarodowy Mistrz Szachowy Zbigniew Księski oraz Tymoteusz Modrzejewski.

### Imprezy
W okresie „zamkowym” D. Tramecourt wymyśliła imprezę Czy znasz siebie? i zapoczątkowała akcję Senior. W klubie narodziły się niedzielne poranki muzyczne, poetyckie i filmowe – śpiewała tutaj Violetta Villas i grała pianistka Czerny Stefańska. Gośćmi klubu bywali znani i ciekawi ludzie, między innymi ilustratorzy książek; Józef  Wilkoń, Adam Kilian, Zbigniew Lengren. Dzień Dziecka stwarzał okazję do organizowania zabaw i festynów w plenerze pod nazwą Uśmiech dla każdego dziecka, tym samym śladem poszły: klub turystyczny, koło plastyczne i fotograficzne, które organizowały imprezy wyjazdowe poza miasto Zielony MDK. Uzupełnieniem tych działań były plenery plastyczne Piękno mojego miasta organizowane przez Blankę Olszewską.
W latach 60. XX wieku powstał Klub Młodych Entuzjastów – Zamek dla młodzieży o nietypowych zainteresowaniach np. zbieranie minerałów, czy Klub dobrej płyty. Kiedy na Grodzkiej zajęcia klubowe prowadziła Elżbieta Zdanowicz klub Plastykon zmienił nazwę na Klub Dziecięco-Młodzieżowy, w ramach którego powstał Klub młodego rowerzysty i Sekcja tenisa stołowego.
W 1971 r. nowo utworzona Biblioteka MDK wspólnie z Miejską Biblioteką Publiczną im. H. Łopacińskiego w Lublinie organizowała konkursy czytelnicze dla dzieci i kiermasze książek. MDK włączał się do imprez organizowanych wspólnie z lubelską prasą, np. Karnawał młodości, Gwiazdka dla każdego dziecka, Jarmark Radości.
W latach 70. najciekawsze imprezy organizował Klub Dziecięco-Młodzieżowy. W 1973 r. pracę w klubie objęła Agnieszka Depta, wprowadzając szereg ciekawych działań cyklicznych. Utrzymywana przez wiele lat współpraca z seniorami jeszcze bardziej się zacieśniła za sprawą ówczesnego prezesa Klubu Złotego Wieku i byłym dyrektorem placówki – Ireną Szczepowską-Szych. Seniorzy darzyli sympatią aktorów Teatru im. J. Osterwy i Operetki Lubelskiej, którzy prezentowali w klubie monodramy i małe formy teatralne, a soliści raz w miesiącu śpiewali arie operetkowe. Systematycznie odbywały się spotkania dla młodzieży z cyklu Zawód, praca, sukces.
Organizowano spotkania z żeglarzem Krzysztofem Baranowskim, aktorką Elżbietą Barszczewską, dziennikarzami i ludźmi telewizji. W 1976 r. imprezy klubowe przejął utworzony dział imprez masowych, którym kierowała Agnieszka Depta. Po oddzieleniu imprez od klubu, pozostały w nim zajęcia świetlicowe prowadzone kolejno przez Jolantę Palusińską, Krystynę Karwat i Jadwigę Koziej.
W 1968 r. z pomysłu Narcyzy Gumieniak powstała najstarsza impreza konkursowa Turniej Poezji Dziecięcej, która na początku nosiła imię Jana Brzechwy. Po dziesięciu latach liczba występujących teatrów dziecięcych i recytatorów indywidualnych była tak duża, że organizatorzy wyodrębnili konkurs teatrów jako osobną imprezę o nazwie Inscenizacje.
Drugą najstarszą imprezą teatralną dla młodzieży były Wojewódzkie Prezentacje Teatrów Szkolnych. Autorką pomysłu była Elżbieta Rojek, a pierwsza edycja prezentacji odbyła się w 1977 r. Niezależnie od pojawienia się nowych przeglądów teatralnych, Prezentacje... zyskały miano najpoważniejszej imprezy tego typu w regionie.
Wojewódzki Konkurs Recytatorski im. Józefa Czechowicza został zainaugurowany w 1982 r. Powstał z inicjatywy Romany Kowalczyk-Piech  – kustosza Muzeum Józefa Czechowicza w Lublinie we współpracy z Młodzieżowym Domem Kultury.
Od lat 80. XX wieku MDK organizował imprezy pod patronatem Lubelskiego Kuratora Oświaty oraz Wydziału Oświaty i Wychowania.
W latach 90. XX wieku wiosną każdego roku MDK organizował koncerty laureatów w Chatce Żaka. Wzrastająca liczba zespołów i form skłoniła Kuratorium w roku 2000 do zmiany regulaminu i wyodrębnienia kategorii artystycznych, z których powstały oddzielnie imprezy realizowane w różnych miastach województwa.
W latach 80. XX wieku po raz pierwszy przeprowadzono eliminacje wojewódzkie Ogólnopolskiego Konkursu Chórów a’Cappella Dzieci i Młodzieży. Impreza rozszerzyła później swój zasięg na region Polski południowo-wschodniej aż do połowy lat 90.
Obok działań artystycznych dobrą sławą cieszyły się także imprezy o innym charakterze, między innymi Turniej Wiedzy o Bezpieczeństwie w Ruchu Drogowym, prowadzony przez Waldemara Żaka.
Przez ponad dwadzieścia lat w placówce odbywała się wystawa modelarska organizowana przy współpracy z Ligą Obrony Kraju. Ogólnopolski Konkurs – Wystawa Modeli klasy „C” typ „Nawiga” przekształcił się w imprezę międzynarodową. Wkład w rozwój i wieloletnie prowadzenie wystawy miał Waldemar Wargulak.
W tym samym czasie w placówce rozwinęła się forma współpracy z ambasadami obcych państw za pośrednictwem fundacji Sztuka Dziecka, inspirowana ogólnopolskim konkursem plastycznym Krajobraz Polski. Współpraca polegała na organizowaniu wystaw plastycznych dzieci z różnych państw. Przy tej okazji gościli w MDK między innymi Tony Halik oraz Elżbieta Dzikowska.
Do lat 90. XX wieku organizacją imprez kierowała Agnieszka Depta, do chwili objęcia urzędu dyrektora placówki. W roku 2003 zainicjowała prezentację dorobku placówki w plenerze – działania uliczne MDK z czasem rozwinęły się w kilkudniową imprezę plenerową pod nazwą Scholaria tzw. Małe Dni Lublina. W kolejnych latach kierownictwo i opiekę nad imprezami przejęła Halina Kobylarz.
Placówka przeprowadza każdego roku aukcje, loterie i koncerty charytatywne, z których dochód przeznaczony jest na potrzeby hospicjów oraz szpitali dziecięcych. Organizuje i przeprowadza liczne konkursy miejskie, wojewódzkie i ogólnopolskie: m.in. Wojewódzki Konkurs Plastyczny i Literacki Moje Boże Narodzenie, Konkurs plastyczny, fotograficzny i Literacki Klasztor w sercu miasta dla uczniów szkół lubelskich (we współpracy z Klasztorem oo. Dominikanów w Lublinie), konkurs krajoznawczy Oblicza małej ojczyzny (wymyślony przez Renatę Adamczewską i Annę Żak), Ogólnopolski Konkurs Plastyczny Grafika, Wojewódzki Konkurs Piosenki Jesienne Nutki i wiele innych.
MDK posiada dwie galerie: Pod Akacją i Na Poddaszu. Obie znajdują się w budynku przy ul. Grodzkiej 11. Pierwszą wystawę w galerii Pod Akacją zorganizowano w maju 1971. Komisarzami wszystkich wystaw są Renata Adamczewska, Edyta Madej i Jakub Nastaj z Pracowni Imprez MDK. W galeriach odbywają się wystawy przeglądowe twórczości uczniów innych placówek, wystawy pokonkursowe; galerie są również gospodarzami uroczystości podsumowań konkursów.
Szeroka działalność imprezowa wymagała odpowiedniej oprawy plastycznej, scenografii, profesjonalnie zaprojektowanych dyplomów, afiszy, zaproszeń, okolicznościowych znaczków i innych gadżetów. Te właśnie potrzeby zdecydowały o konieczności zorganizowania w placówce ogólnej pracowni plastycznej, która powstała w 1978 r. Pierwszym plastykiem pracowni był Tomasz Ludziński. Jedne z najciekawszych śladów swojej pracy pozostawili Paweł Sarliński i Jerzy Sobota. Obecnie ogólną pracownię plastyczną MDK prowadzi Jakub Nastaj. Plastyk ściśle współpracuje z Pracownią Imprez, wspomaga działalność wystawienniczą aranżując wystawy w galeriach. W 2000 zaprojektował, stworzył i prowadzi stronę internetową placówki.

## Dyrektorzy
- Irena Szczepowska-Szych
- Włodzimierz Greszczenko
- Mieczysław Ciesielski
- Joanna Pakuła
- Elżbieta Kryk
- Kazimierz Stefański
- Anna Żak (wicedyrektor)
- Jerzy Grzegorz-Mazurek (wicedyrektor)
- Elżbieta Rojek (wicedyrektor)
- Agnieszka Depta
- Anna Kopcińska
- Agnieszka Walkiewicz-Puła (od 2016)